# خالد مجاور
لواء أركان حرب دكتور / خالد مجاور قائد عسكري مصري، يشغل منصب محافظ شمال سيناء منذ 3 يوليو 2024، كما شغل سابقا منصب رئيس هيئة الاستخبارات العسكرية.

## حياته المهنية
- الملحق العسكري المصري في واشنطن.
- شغل منصب رئيس أركان الجيش الثاني الميداني.
- تولى قيادة الجيش الثاني الميداني في مايو 2017.
- عين نائبا لمدير إدارة المخابرات الحربية والاستطلاع في سبتمبر 2018.
- تولى منصب مدير إدارة المخابرات الحربية والاستطلاع في ديسمبر 2018.
- تولى منصب رئيس هيئة الاستخبارات العسكرية في 2021.[4]
- تولى منصب مساعد وزير الدفاع المصري للشؤون الخارجية.[5]
- محافظ شمال سيناء من عام 2024 وحتى الآن. [1][6]